# 国际商店

商标

国际商店（德語：Intershop）是东德的一種国营零售连锁商店，主要針對西方国家的访客设置。该商店不接受东德马克，只接受硬通货及东德外汇券。国际商店的副作用是东德居民能够通过国际商店了解到西方消费品的种类。
国际商店成立于1961年12月14日，是一个人民企业（VEB）。开设这一商店的目的是吸引西方访客和过境者的硬通货流入东德，最早的一个国际商店移动售货车设在柏林腓特烈大街车站。1962年年销售额达到了一百万西德马克。
最初的国际商店是德国国营铁路經營餐車的子公司米托帕运营的，国际旅店开设后西方游客可以在酒店房间用硬通货订购西方消费品，这是国际商店的雏形。随后在过境检查站和过境者休息区亦开设了国际商店。
1974年前，东德居民不允许持有外币。1974年德意志民主共和国部长委员会发布命令解除了这项限制，东德居民得以访问国际商店。1979年4月后，东德居民被要求在东德国家银行兑换东德外汇券（forumscheck）才能在国际商店消费，外汇券与西德马克等值。

## 歷史紀錄

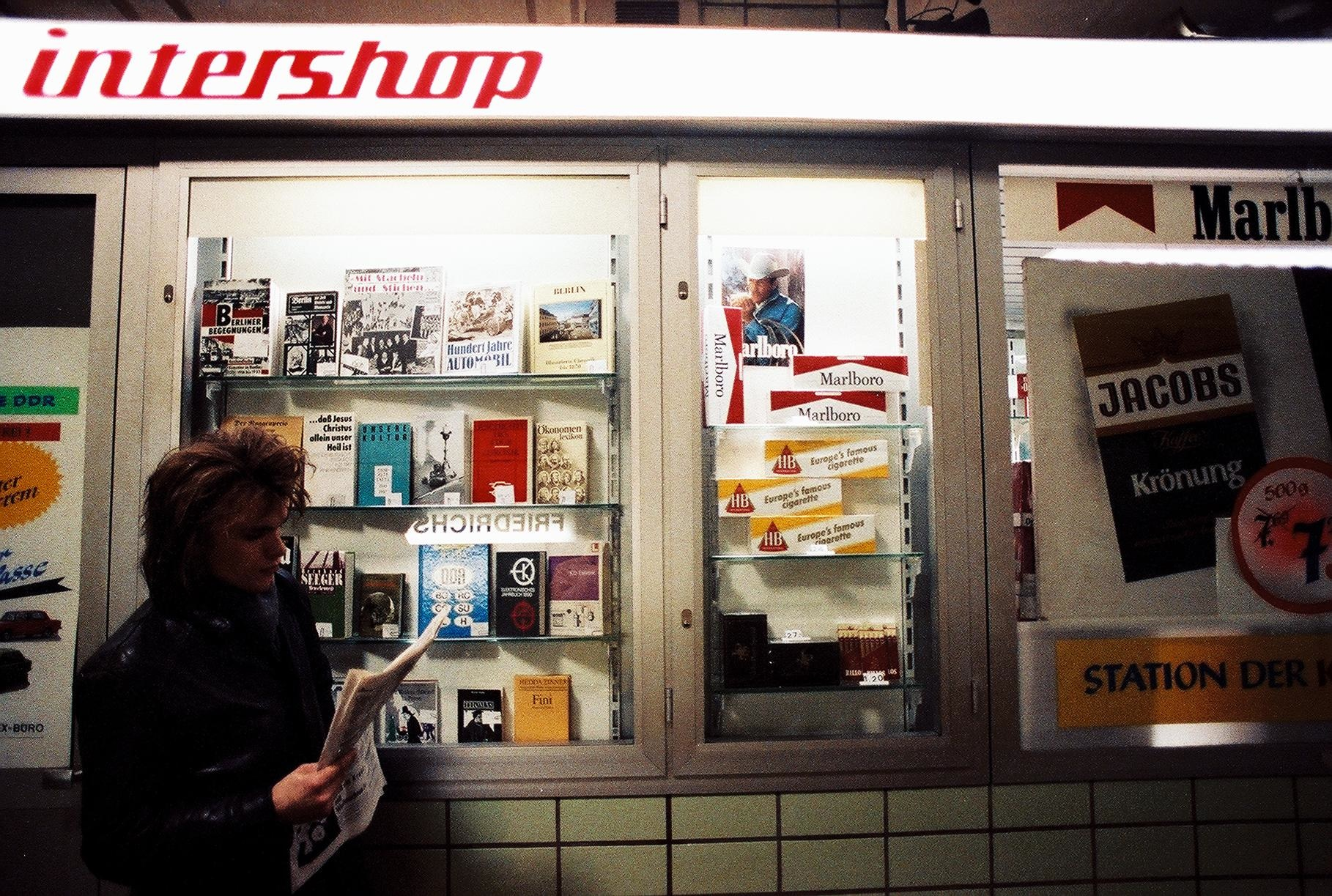
柏林腓特烈大街车站地铁站的国际商店

由於東德政府嚴禁客人在國際商店內拍照，所以有關國際商店店內模樣的照片非常罕見。